# BMW serije 4
BMW serije 4 je luksuzni coupe njemačke marke BMW koji se počinje proizvoditi 2013. godine. Temelji se na seriji 3.

## Prva generacija (F32)
Prva generacija, model F32, počet će se proizvoditi tijekom 2013. godine. Prethodnik je bio posljednji coupe model serije 3, kodnog imena E92.
BMW je predstavio koncept Serije 4 početkom prosinca 2012. godine na svojim službenim stranicama. BMW serije 4 službeno će biti predstavljen u siječnju 2013. godine u Detroit-u na NAIAS-u